# Bolothrips cingulatus
Bolothrips cingulatus är en insektsart som först beskrevs av Heinrich Hugo Karny 1916.  Bolothrips cingulatus ingår i släktet Bolothrips och familjen rörtripsar. Inga underarter finns listade i Catalogue of Life.